# OBRUM

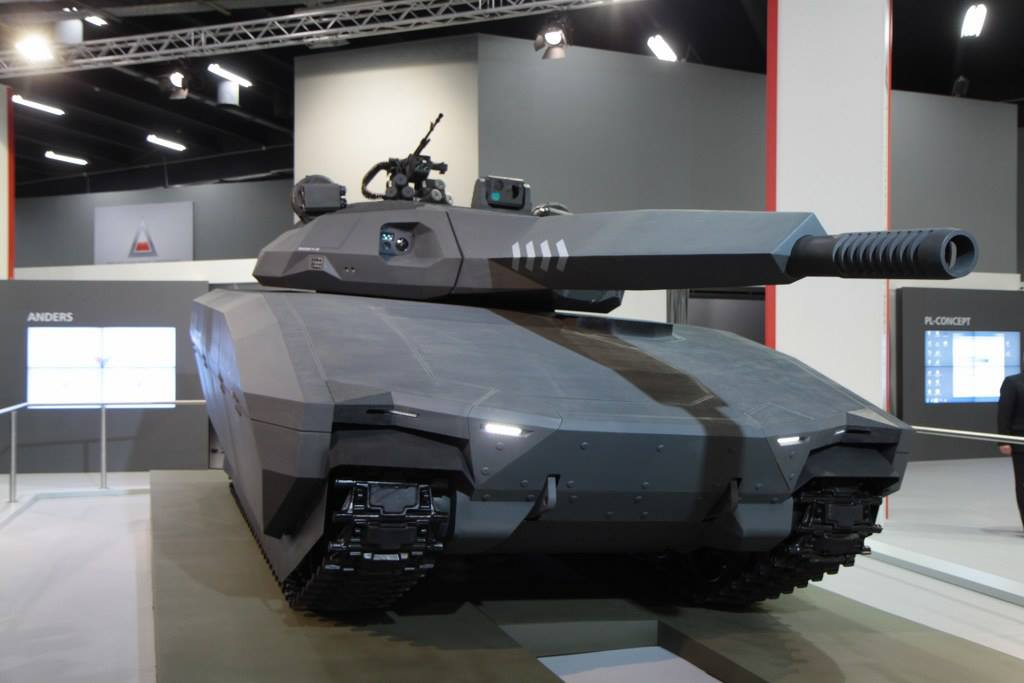
Progetto del PL-01 al MSPO del 2013

Il Centro di ricerca e sviluppo per dispositivi meccanici (Ośrodek Badawczo-Rozwojowy Urządzeń Mechanicznych) è un'azienda polacca che progetta e fabbrica prodotti per l'esercito polacco.
È una delle strutture di ricerca e sviluppo più antiche e uniche del paese, forniscono prodotti per le forze meccanizzate, corazzate, di radiolocalizzazione e di ingegneria. I lavori sui nuovi prodotti vengono eseguiti a ciclo completo, ovvero dall'ideazione alla produzione in serie, che richiede personale ingegneristico e tecnico altamente qualificato.

## Storia
La sua attività è iniziata nel 1968 presso la Zakłady Mechanicznee dal 1978 presso un suo impianto della società. Dal 1986 opera come unità organizzativa statale completamente indipendente con personalità giuridica, agendo in base alle disposizioni della legge sulle unità di ricerca e sviluppo sotto la supervisione del Ministro dell'Economia. 
Attualmente, la supervisione della proprietà di OBRUM è esercitata dalla Polska Grupa Zbrojeniowa (PGZ) che possiede il 71,82% delle azioni di OBRUM.

## Prodotti
L'azienda produce principalmente carri armati, autoblindi, ponti mobili, unità di radiolocalizzazione.
- WZT-3
- WZT-4
- MID
- MS-20

### Prototipi
- PL-01
- WPB Anders
- UPG-NG
- BWP-2000